# Cartografia de Mart

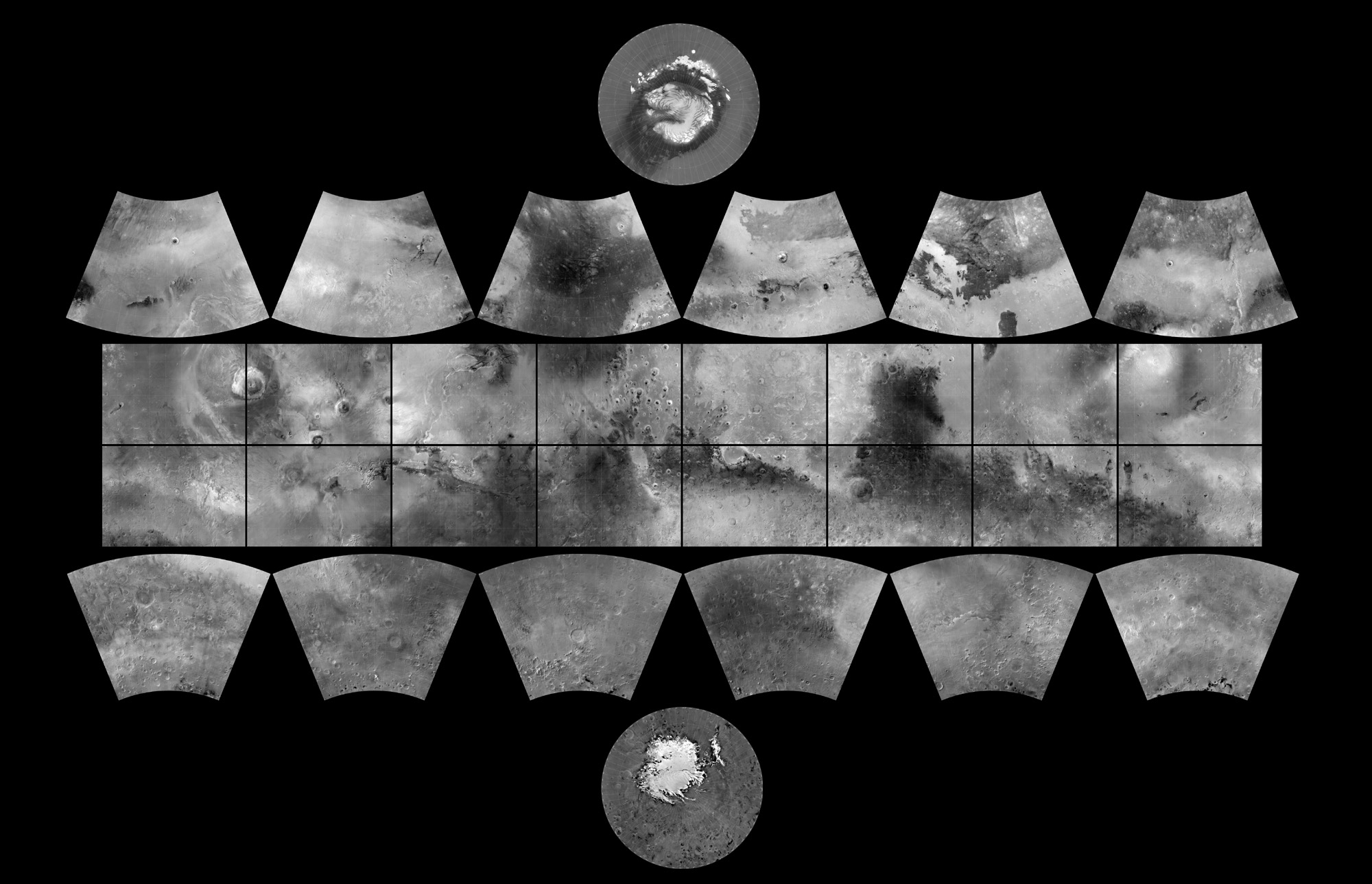
Els quadrangles de Mart

Per la cartografia de Mart, la Unió Astronòmica Internacional (UAI) ha dividit convencionalment la superfície del planeta d'acord amb un reticulat, adaptat a una representació a escala 1 : 5.000.000, que defineix 30 quadrangles, designats de MC-01 a MC-30 (el MC és l'acrònim de Mars Chart, Carta de Mart).
Les dimensions dels quadrangles difereixen en el nombre de graus de longitud i latitud coberts.
S'han definit un total de tres bandes de quadrangles:
- La primera, que es troba a l'equador, s'estén entre 30° S i 30° N, i es divideix en setze quadrangles 45° de longitud cadascun
- La segona s'estén entre 30° N/S i 65° N/S, i es divideix en dotze quadrangles de 60° de longitud cadascun. Per totes aquestes bandes s'adopta 0° W com a meridià convencional per a l'inici de la subdivisió del quadrangles, o l'antimeridià del meridià fonamental (0° E).
- La tercera banda s'estenen a més de 65° N/S, i es divideix en els dos quadrangles circumpolars.

## Història de la cartografia de Mart
Els primers intents de representar la superfície de Mart es remunten als segles xvii i xviii per Giovanni Cassini i William Herschel, però la resolució limitada dels seus telescopis no els va permetre anar més enllà d'un simple esborrany.
A la dècada del 1960, en la vigília de l'era de l'exploració espacial, el mapa de la NASA de Mart es limitava a indicar una sèrie de característiques d'albedo.
| Cassini (1666) Herschel (1780) | Schiaparelli (1890) | Perrotin (1888) |
| ------------------------------ | ------------------- | --------------- |
|                                |                     |                 |
| Antoniadi (1910)               | Lowell (1911)       | NASA (1970)     |
|                                |                     |                 |

## Cartografia moderna
La cartografia actual, fruit de l'elaboració d'imatges detallades obtingudes entre 1999 i 2004 durant la missió Mars Global Surveyor, és millor en cobertura i qualitat que la precedent de 1979 basada en imatges obtingudes entre 1971 i 1972 amb la sonda Mariner 9, i després de 1976 amb l'orbitador del programa Viking.
Durant la seva vida útil, el Mariner 9 va obtenir imatges de poc menys del 70% de la superfície del planeta; per al 30% restant es van utilitzar les imatges disponibles de les dues missions del programa Viking, però van restar àrees sense cobrir. Entre maig i juny de 1999, la missió Mars Global Surveyor va obtenir les imatges de totes les malles, excepte les dues regions circumpolars i porcions del paral·lel 60º de les malles MC-24 i MC-29. La cobertura de les regions del sud es va arribar al febrer de 2002, la de les regions boreals a l'agost de 2004.
Als quadrangles s'ha assignar un codi del tipus MC-n, on MC és l'acrònim de l'expressió anglesa Mars Chart (Carta de Mart), mentre que n és la seqüència assignada al quadrangle dins del reticulat. La numeració dels quadrangles es porta a terme de nord a sud i d'est a oest. Els quadrangles circumpolars són de forma circular. Per a cada quadrangle també s'ha assignat un nom pres d'un element topogràfic del relleu que es troba al quadrangle.

## Esquema del conjunt
La superfície de Mart ha estat dividida en 30 quadrangles pel Servei Geològic dels Estats Units (United States Geological Survey), anomenats així perquè les seves fronteres es troben al llarg de les línies de latitud i longitud i, per tant, els mapes apareixen rectangulars. Els quadrangles marcians tenen el nom d'elements topogràfics de relleu locals.

## Detalls dels quadrangles
A la taula següent, les longituds s'expressen primer cap a l'est (sistema de la NASA des de 2002 i adoptat per l'ESA) i cap a l'oest (antic sistema de coordenades desenvolupat per al programa Viking i encara esmentat en algunes cartes, fins i tot recents).
| Nom                | Codi  | Latitud     | Longitud      | Longitud      | Mapa MGS  |
| ------------------ | ----- | ----------- | ------------- | ------------- | --------- |
| Mare Boreum        | MC-01 | 65° - 90° N | 0° - 360°     | 0° - 360°     | MC-01 PDF |
| Diacria            | MC-02 | 30° - 65° N | 180° - 240º E | 120° - 180° W | MC-02 PDF |
| Arcadia            | MC-03 | 30° - 65° N | 240° - 300° E | 60° - 120° W  | MC-03 PDF |
| Mare Acidalium     | MC-04 | 30° - 65° N | 300° - 360° E | 0° - 60° W    | MC-04 PDF |
| Ismenius Lacus     | MC-05 | 30° - 65° N | 0° - 60° E    | 300° - 360° W | MC-05 PDF |
| Casius             | MC-06 | 30° - 65° N | 60° - 120° E  | 240° - 300° W | MC-06 PDF |
| Cebrenia           | MC-07 | 30° - 65° N | 120° - 180° E | 180° - 240° W | MC-07 PDF |
| Amazonis           | MC-08 | 0° - 30° N  | 180° - 225º E | 135° - 180° W | MC-08 PDF |
| Tharsis            | MC-09 | 0° - 30° N  | 225º - 270° E | 90° - 135° W  | MC-09 PDF |
| Lunae Palus        | MC-10 | 0° - 30° N  | 270° - 315° E | 45° - 90° W   | MC-10 PDF |
| Oxia Palus         | MC-11 | 0° - 30° N  | 315° - 360° E | 0° - 45° W    | MC-11 PDF |
| Arabia             | MC-12 | 0° - 30° N  | 0° - 45° E    | 315° - 360° W | MC-12 PDF |
| Syrtis Major       | MC-13 | 0° - 30° N  | 45° - 90° E   | 270° - 315° W | MC-13 PDF |
| Amenthes           | MC-14 | 0° - 30° N  | 90° - 135° E  | 225° - 270° W | MC-14 PDF |
| Elysium            | MC-15 | 0° - 30° N  | 135° - 180° E | 180° - 225° W | MC-15 PDF |
| Memnonia           | MC-16 | 30° - 0° S  | 180° - 225° E | 135° - 180° W | MC-16 PDF |
| Phoenicis Lacus    | MC-17 | 30° - 0° S  | 225° - 270° E | 90° - 135° W  | MC-17 PDF |
| Coprates           | MC-18 | 30° - 0° S  | 270° - 315° E | 45° - 90° W   | MC-18 PDF |
| Margaritifer Sinus | MC-19 | 30° - 0° S  | 315° - 360° E | 0° - 45° W    | MC-19 PDF |
| Sinus Sabaeus      | MC-20 | 30° - 0° S  | 0° - 45° E    | 315° - 360° W | MC-20 PDF |
| Iapygia            | MC-21 | 30° - 0° S  | 45° - 90° E   | 270° - 315° W | MC-21 PDF |
| Mare Tyrrhenum     | MC-22 | 30° - 0° S  | 90° - 135° E  | 225° - 270° W | MC-22 PDF |
| Aeolis             | MC-23 | 30° - 0° S  | 135° - 180° E | 180° - 225° W | MC-23 PDF |
| Phaethontis        | MC-24 | 65° - 30° S | 180° - 240° E | 120° - 180° W | MC-24 PDF |
| Thaumasia          | MC-25 | 65° - 30° S | 240° - 300° E | 60° - 120° W  | MC-25 PDF |
| Argyre             | MC-26 | 65° - 30° S | 300° - 360° E | 0° - 60° W    | MC-26 PDF |
| Noachis            | MC-27 | 65° - 30° S | 0° - 60° E    | 300° - 360° W | MC-27 PDF |
| Hellas             | MC-28 | 65° - 30° S | 60° - 120° E  | 240° - 300° W | MC-28 PDF |
| Eridania           | MC-29 | 65° - 30° S | 120° - 180° E | 180° - 240° W | MC-29 PDF |
| Mare Australe      | MC-30 | 90° - 65° S | 0° - 360°     | 0° - 360°     | MC-30 PDF |